# Musa av Parthien

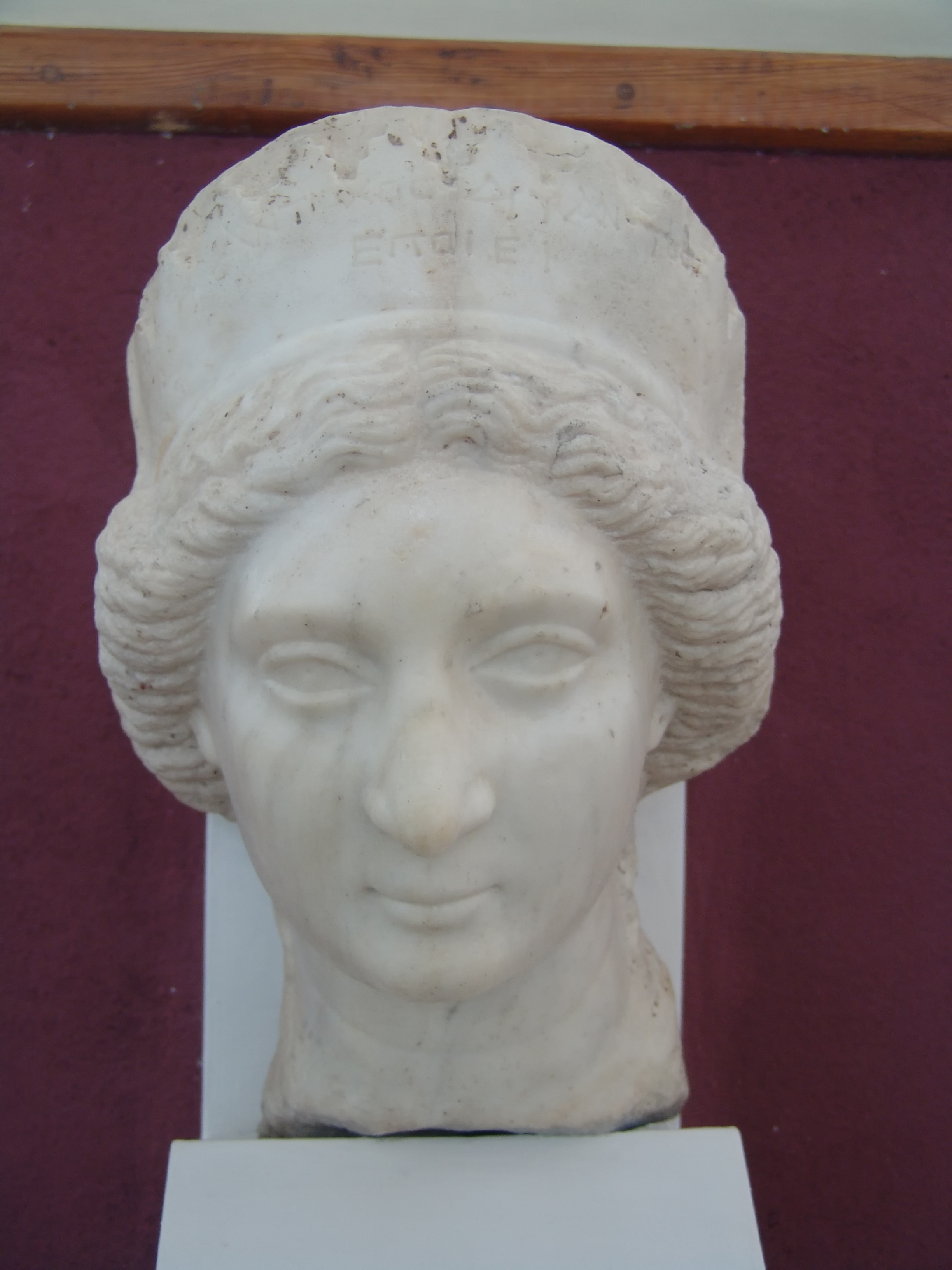
Musa av Parthien

Musa av Parthien, död efter 4 e.Kr., var regerande drottning av Parthien från 2 f.Kr till 4 e.Kr. Hon regerade tillsammans med sin son kung Fraates V, som hans medregent. Hon har också kallats Thermusa och Thea Urania av Josefus.

## Biografi
Musa gavs som gåva av den romerska kejsaren Augustus till parthernas kung Fraates IV. Fraates gjorde henne till sin favorithustru och utnämnde sin son med henne till sin efterträdare. 
Musa övertalade honom att sända sina övriga söner till Rom som gisslan, och år 2 f.Kr. förgiftade hon honom och erövrade tronen tillsammans med sin son, som blev parthernas kung med namnet Fraates V. Hon var uppenbarligen sin sons medregent, och avbildas med honom på mynt. 
Enligt Josefus gifte hon sig med sin son, vilket gjorde att partherna avsatte paret och erbjöd tronen till Orodes III. Musa och Fraates flydde till Rom, där de mottog asyl. Deras dödsår är okänt.